# Bat-Sheva Dagan
Bat-Sheva Dagan (tiếng Hebrew: בת-שבע דגן) (8 tháng 9 năm 1925  –  25 tháng 1 năm 2024) là một người Ba Lan và Israel sống sót sau cuộc diệt chủng, đồng thời là một nhà giáo dục, nhà văn và diễn giả. Sinh ra ở Łódź, Ba Lan, bà bị giam trong một khu ghetto ở Radom cùng với cha mẹ và hai chị gái vào năm 1940. Sau khi cha mẹ và một chị gái của bà bị trục xuất và bị sát hại ở Treblinka vào tháng 8 năm 1942, bà trốn thoát sang Đức. Tuy nhiên, bà bị phát hiện, bỏ tù và bị đưa đến trại Auschwitz vào tháng 5 năm 1943. Sau 20 tháng ở Auschwitz, bà sống sót sau hai cuộc diễu hành tử thần và được giải thoát bởi quân đội Anh vào tháng 5 năm 1945. Bà là người sống sót duy nhất trong gia đình. Bà sau đó cùng chồng định cư tại Israel, nơi bà dạy tại một trường mầm non và sau đó lấy bằng cử nhân về tư vấn giáo dục và tâm lý học. Bên cạnh đó, bà cũng viết sách, thơ và sáng tác các bài hát cho trẻ em và thanh thiếu niên về chủ đề cuộc diệt chủng, đồng thời phát triển các phương pháp tâm lý và sư phạm để giảng dạy về thảm họa cho tới đối tượng nhỏ tuổi. Bà được coi là người tiên phong trong việc giáo dục về Cuộc diệt chủng cho trẻ em.

## Thời trẻ
Izabella (Batszewa) Rubinsztajn sinh ra ở Łódź, Ba Lan. Cha của bà là Szlomo-Fiszel Rubinsztajn, chủ một xưởng dệt, còn mẹ bà là Fajga, một thợ may. Bà là người con thứ tám trong số chín anh chị em - gồm năm trai và bốn gái - và được lớn lên trong một ngôi nhà theo chủ nghĩa Phục quốc truyền thống. Khi còn nhỏ, bà theo học tại một trường học ở Ba Lan và là học sinh trung học khi Thế chiến thứ hai nổ ra.
Một trong những người anh trai của bà đã di cư đến Palestine trước khi chiến tranh nổ ra. Sự leo thang của tình trạng thù địch đã khiến hầu hết anh chị em khác của bà phải chạy trốn sang Liên Xô, trong khi những thành viên còn lại trong gia đình chuyển đến thành phố Radom. Năm 1940, hai khu ghetto được thiết lập trong thành phố. Bà và gia đình bị giam trong "khu ghetto lớn".

## Chiến tranh Thế giới II
Trong khu ghetto, Batszewa trở thành thành viên của nhóm thanh niên Do Thái bí mật Hashomer Hatzair. Cố vấn trưởng của họ, Shmuel Breslaw, đã yêu cầu bà mang theo giấy tờ chứng nhận chủng tộc Aryan đến Warsaw Ghetto để lấy một bản sao của tờ báo ngầm của phong trào Pod Prąd (Chống lại Dòng chảy) từ Mordechai Anielewicz và mang trở lại Radom.
Trong thời gian cắt giảm biên chế "khu ghetto lớn" vào tháng 8 năm 1942, cha mẹ và chị gái của Batszewa bị trục xuất và sát hại trong trại tập trung Treblinka. Bà và em gái của mình, Sabina, được gửi đến "khu ổ chuột nhỏ" ở Radom. Hai chị em quyết định tìm cách trốn thoát lần lượt, nhưng Sabina đã bị bắn chết trong khi đang thực hiện kế hoạch. Batszewa thoát được và đến Schwerin, Đức. Tại đây, bà sử dụng giấy tờ giả để xin làm người giúp việc trong một gia đình theo Đức Quốc xã. Sau vài tháng, bà bị phát hiện, bị bắt và bị bỏ tù. Vào tháng 5 năm 1943, bà bị đưa đến trại tập trung Auschwitz và xăm số hiệu 45554. Trong trại, bà gặp người anh họ của mình, lúc này đang làm y tá trong bệnh xá của nhà tù và nhờ vậy, bà được hỗ trợ để tìm một công việc tại đây. Khi Batszewa mắc bệnh sốt phát ban, anh họ của bà đã lén lấy thuốc cho bà. Batszewa sau đó làm việc trong một đội biệt kích có tên "Canada", chuyên phân loại đồ đạc của các nạn nhân trong trại. Bà và bảy thành viên nữ khác trong đội biệt kích đã trao đổi với nhau bằng một tờ báo bí mật, nơi họ ghi lại các mật thư và đọc cho nhau nghe vào ngày nghỉ.
Khi Hồng quân tiếp cận trại Auschwitz vào tháng 1 năm 1945, bà bị đưa đi sơ tán trong một cuộc diễu hành tử thần đến các trại tập trung Ravensbrück và Malchow. Bà tiếp tục sống sót sau một cuộc diễu hành tử thần khác đến Lübz, nơi bà được giải phóng bởi quân đội Anh vào ngày 2 tháng 5 năm 1945. Bà là người duy nhất trong số các anh chị em của mình sống sót sau chiến tranh.

## Sau chiến tranh
Sau khi được giải thoát, Batszewa đến Brussels. Ở đó, bà gặp người chồng tương lai của mình, một người lính trong Quân đội Anh, người đã cấp thị thực cho bà đến Palestine. Bà nhập cư đến đây vào tháng 9 năm 1945. Bà và chồng sau đó đã đổi họ từ Kornwicz sang Dagan khi đến Israel. Họ sống tại Holon và có hai con trai.
Dagan học tại Chủng viện Giáo viên Shein ở Petah Tikva và sau đó đã làm giáo viên mầm non trong ba năm ở Tel Aviv và Holon. Sau khi chồng qua đời vào năm 1958, bà nhận được học bổng của Bộ Giáo dục để theo học chuyên ngành tư vấn giáo dục tại Đại học Hebrew của Jerusalem từ năm 1960 đến năm 1963. Vào năm 1968, bà tham gia một khóa học hai năm tại Hoa Kỳ để lấy bằng cử nhân tâm lý học tại Đại học Columbia.
Khi trở về Israel, Dagan trở thành người quản lý bộ phận mẫu giáo của bộ phận dịch vụ tâm lý của Thành phố Tel Aviv-Yafo. Bà đã xây dựng các phương pháp tâm lý và sư phạm để dạy về cuộc diệt chung cho trẻ em và thanh thiếu niên. Bà cũng tham gia giảng dạy tại trường cũ của mình, Chủng viện Giáo viên Shein, cùng nhiều nơi khác ở Hoa Kỳ, Canada và Liên Xô về Holocaust. Tại Israel, bà tích cực hoạt động trong lễ tưởng niệm Cuộc diệt chủng khi có những bài phát biểu tại Yad Vashem và nhiều trường đại học. Vào những năm 1990, bà bắt đầu viết sách cho trẻ em về chủ đề Holocaust.
Bà qua đời ở tuổi 98 tại Bat Yam vào ngày 25 tháng 1 năm 2024.

## Các hoạt động khác
Vào đầu những năm 1980 Dagan làm đặc sứ viên cho Cơ quan Do Thái trong các sứ mệnh tại Hoa Kỳ, Canada, Mexico, Anh và Liên Xô.
Dagan đã đến thăm lại trại Auschwitz năm lần. Vào tháng 1 năm 2016, bà đã tặng cho Bảo tàng và Đài tưởng niệm Auschwitz-Birkenau một lá bùa may mắn nhỏ mà bà đã giấu trong chiếc giường rơm ở Auschwitz trong suốt thời gian bị giam giữ tại đó. Là bùa là một đôi giày da có chiều dài khoảng 1 cm, được tạo ra bởi một nữ tù nhân người Đức gốc Do Thái, người đã tặng nó cho Batszewa với dòng chữ "Hãy để chúng đưa em đến tự do". Vào tháng 1 năm 2020, bà đã phát biểu tại lễ tưởng niệm 75 năm ngày giải phóng trại Auschwitz.

## Tác phẩm
Dagan đã viết năm cuốn sách về chủ đề Holocaust dành cho trẻ em và người lớn, một vài cuốn của bà đã được dịch sang các ngôn ngữ khác. Ngoài ra, bà cũng sáng tác thơ và một số bài hát. Hai cuốn sách đầu tiên của bà, được xuất bản vào năm 1991 và 1992, có tên làCo wydarzyło się w czasie Zagłady. Opowieść rymowana dla dzieci, które chcą wiedzieć (Chuyện xảy ra trong Cuộc diệt chủng: Câu chuyện có vần điệu cho những trẻ em muốn biết), và Czika, piesek w getcie (Czika, Chú chó trong khu Ghetto). Vào năm 2010 , Bảo tàng và Đài tưởng niệm Auschwitz-Birkenau đã tái bản cuốn Czika, piesek w getcie và Gdyby gwiazdy mogły mówić (Nếu những vì sao có thể nói) cùng với các giáo án thảo luận trong lớp học của bà. Dagan nói trong một cuộc phỏng vấn rằng khi viết về chủ đề Holocaust cho trẻ em, "Tôi viết như vậy để bảo vệ sức khỏe tinh thần cho những đứa trẻ. Những câu chuyện đều kết thúc có hậu để không cướp đi niềm tin của chúng vào nhân loại ".
Năm 2010, Bảo tàng và Đài tưởng niệm Auschwitz-Birkenau đã xuất bản một tuyển tập thơ bằng tiếng Ba Lan của Dagan với tựa đề Błogosławiona bądź wyobraźnio - przeklęta bądź. Wspomnienia 'Stamtąd' (Tưởng tượng: Được Ban Phước, Bị Nguyền Rủa: Hồi tưởng từ đó). Dagan đã viết những bài thơ này sau khi chiến tranh kết thúc để mô tả những trải nghiệm của bà  khi là một nữ tù nhân thiếu niên ở trại Auschwitz. Bà cũng đưa vào trong tuyển tập thơ này  những tác phẩm được viết bởi các tù nhân khác trong thời gian họ ở Birkenau, mà bà đã ghi chép hoặc nhớ được. Tuyển tập thơ được xuất bản lần đầu tiên bằng tiếng Do Thái vào năm 1997 và sau đó được dịch sang tiếng Anh. Dagan cũng viết một số bài hát thiếu nhi về chủ đề Holocaust.

## Giải thưởng và sự vinh danh
Năm 2008, Dagan được Yad Vashem vinh danh là Người phụ nữ của năm trong lĩnh vực giáo dục vì những đóng góp của bà trong việc giảng dạy về Holocaust cho trẻ em. Bà cũng được vinh danh là Thành viên Xuất sắc của Thành phố Holon. Năm 2012, bà có vinh dự được là một trong những người thắp đuốc tại các buổi lễ tưởng niệm Yom HaShoah.